# Félix Lorioux
Félix Auguste Henri Marie Lorioux, dit Félix Lorioux, est un artiste peintre et illustrateur français né le 2 décembre 1872 à Angers, mort le 19 septembre 1964 dans le 14e arrondissement de Paris.

## Biographie
Félix Lorioux fait ses études à l'École des beaux-arts d'Angers. Il commence sa carrière comme dessinateur de publicité, entre autres pour le compte d'André Citroën. En 1910 il rencontre les frères imprimeurs Draeger qui l'initient aux techniques publicitaires. Parallèlement il dessine dans la presse et l'édition : il travaille pour Lectures pour tous, Le Courrier français, Je sais tout, la Gazette du Bon Ton, La Semaine de Suzette et à la « Select-Collection ». Certains de ses dessins sont signés « FX LX ».
En 1904, il se marie avec Élisabeth Grolleau.
Au début des années 1920, il illustre Le Roman de Renart écrit par Odette Larrieu et publié chez Hachette, dans un style proche de Benjamin Rabier et de Félix Pol Jobbé-Duval.

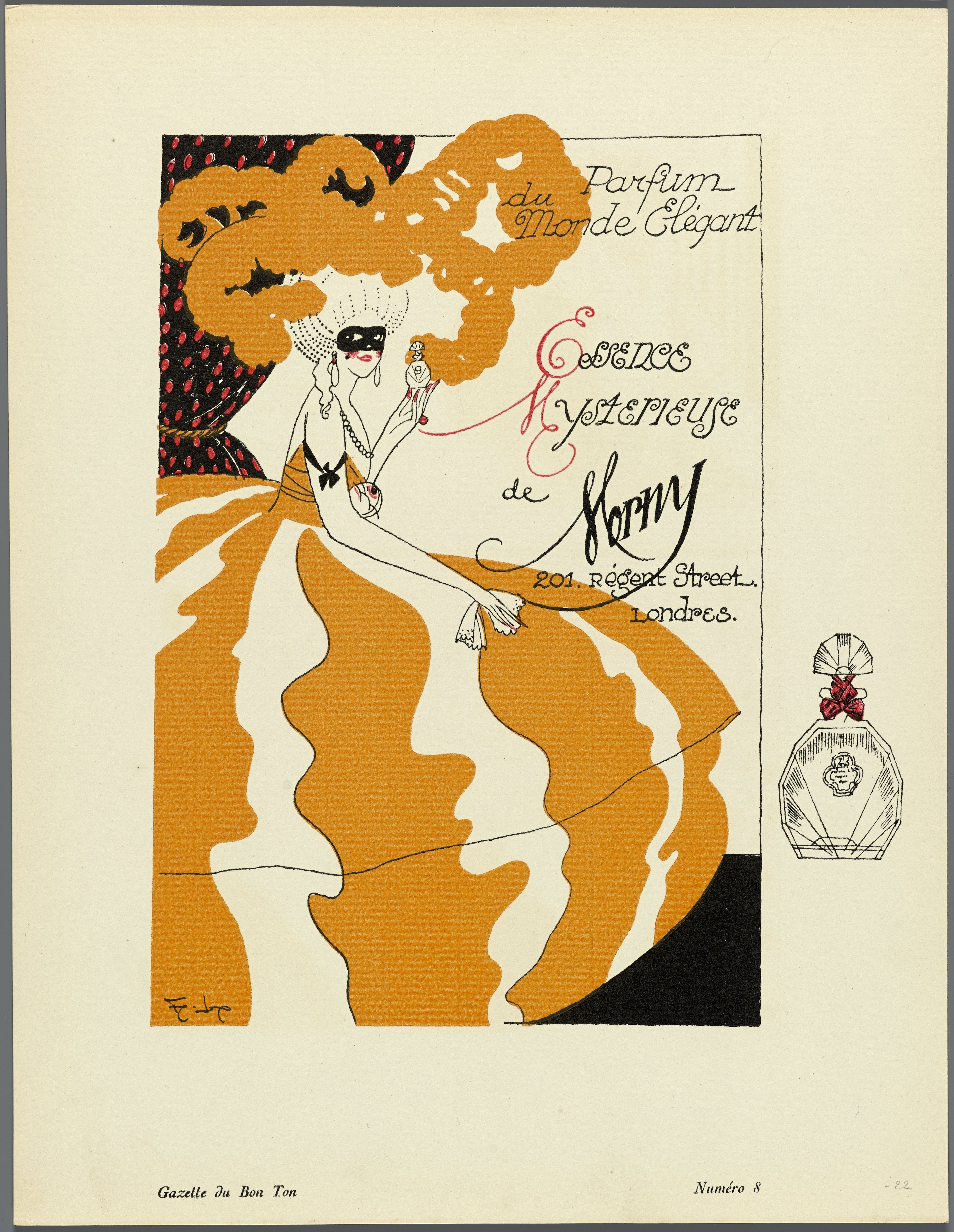
Publicité pour le parfum Essence mystérieuse de Morny, publiée dans la Gazette du Bon Ton (1920).

En 1926, il met en images les Contes de Perrault pour lecteurs débutants avec un texte réduit à de simples légendes en bas des planches. Il illustre une centaine d'albums pour les enfants. Walt Disney lui confie l'adaptation française des Silly Symphonies.
Le style résolument fantastique de Lorioux compromet le caractère stéréotypé du personnage de Mickey et Walt Disney ne donne pas suite. Dessinateur au trait virevoltant, remarquable coloriste, Félix Lorioux peint le monde avec le regard enjoué de l’enfance et on peut y voir l'influence de l'Art nouveau et de sa tradition japonisante. Il excelle dans une représentation onirique de la nature : les tons rouges et orangés dominent, la faune espiègle et la flore luxuriante respirent la joie de vivre. Ses publicités animalières pour les biscottes Magdeleine en sont un exemple.
Ses albums pour enfants les plus connus sont Don Quichotte, Les Fables de la Fontaine, L'arche de Noé et la série du Buffon des enfants.
Il meurt en 1964 et est inhumé à Angers au cimetière de l'Est.

## Illustrations
- Odette Larrieu, Le Roman de renard, 1920
- Miguel de Cervantes, Don Quichotte, Librairie Hachette, Paris, 1929
- Comtesse de Ségur, Les Deux Nigauds, Hachette, 1931
- Comtesse de Ségur, Jean qui grogne et Jean qui rit, Hachette, 1931
- Charles Robert-Dumas " Contes de nacre de ma grand-mère ", Ancienne Librairie Furne, Boivin & Cie Éditeurs, Paris, 1937
- Pierre Anjou, Chansons de la Glèbe, Éditions de la Lyre Chansonnière, Paris, 1941
- Une porte de l'Europe, Nantes, pour le Rotary-Club, Beuchet et Vanden Brugge imprimeurs, 83 planches illustrées dont une de Félix Lorioux, 1951